# Badia di Santa Maria del Soccorso
Il complesso monumentale della Badia di Santa Maria del Soccorso a Caccuri, nella provincia di Crotone in Calabria comprende: l'ex convento dei Domenicani, la chiesa di Santa Maria del Soccorso o della Riforma e la cappella della Congregazione del Santissimo Rosario.
Il complesso fu fondato nel 1518 dal frate domenicano Andrea da Gimigliano, su richiesta dell'Università di Caccuri. Il pontefice Leone X diede l'approvazione definitiva nel 1519. Sulla facciata della chiesa, oltre allo stemma dell'Università, appare lo stemma del feudatario del luogo, Giambattista Spinelli, duca di Castrovillari e conte di Cariati.
Nel 1651 il convento domenicano conobbe il periodo del suo massimo splendore sotto l'egida dei duchi Cavalcanti (Antonio, Marzio e Rosalbo): essi investirono molto nell'arte, con la costruzione della cappella di San Domenico all'interno della chiesa, e della cappella della Congregazione del S. Rosario, poco prima dell'antico chiostro.

## Descrizione

### Esterno
La facciata è a capanna ed è caratterizzata da un grande rosone posto sopra il portale. Costruita nel 1644, la facciata ospita bassorilievi e stemmi.
Il campanile è collocato sul lato destro. Di modesta altezza, presenta solo una monofora centrale (alla quale è issata la campana) e una piccola finestrella quadrata a lato.

### Interno

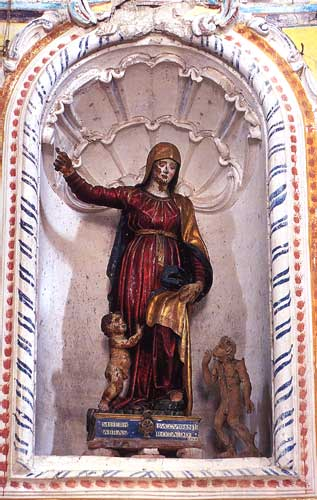
La statua di Santa Maria del Soccorso, datata 1543

All'ingresso della chiesa di Santa Maria del Soccorso si nota subito un'acquasantiera realizzata in marmo verde Guatemala e una serie di altari; si pensa infatti non fosse quella odierna la disposizione dei vari altari lignei, logorati dal tempo e dall'intervento dei ladri, che hanno trafugato tutti i preziosi paliotti d'altare, il cui modello è visibile solo nell'altare di S. Barbara nella Cappella Palatina del Castello di Caccuri (infatti gli stessi motivi decorativi degli altari presenti in questa chiesa sono presenti nel castello, poiché entrambi i monumenti dovevano esaltare la magnificenza della famiglia Cavalcanti).
Procedendo verso l'interno, è presente un dipinto della Madonna del Rosario, oltre al massiccio altare in gesso (a simboleggiare il clero, potente ma povero di risorse economiche; infatti il gesso non è un materiale pregiato) e l'arco in pietra serena che conduce alla Cappella Gentilizia dei duchi Cavalcanti, che vollero erigere per assistere alle cerimonie senza doversi per questo mischiare alla gente comune.
La cappella Cavalcanti custodisce al suo interno un gioiello settecentesco, cioè l'altare di San Domenico, realizzato nel 1781 da Francesco Paolo Cristiano, in legno stuccato e dipinto. Al centro dell'altare vi è la statua di San Domenico, raffigurato con la Bibbia in mano e la Terra ai suoi piedi, in compagnia di un cane recante la fiaccola ardente della sapienza teologica. Ai lati della statua del santo, sempre in legno, vi è il gruppo scultoreo dell'Annunciazione. Sopra la statua, nel punto più alto dell'altare, è posto il tondo di San Domenico, dove il santo è rappresentato nel cartiglio sorretto dalle tre virtù teologali: Fede, Speranza e Carità.
Sull'altare maggiore troneggia la statua lignea di Santa Maria del Soccorso, donata nel 1542 dall'abate Salvatore Rota del vicino monastero dei Tre Fanciulli. La Vergine è raffigurata nel gesto di scacciare un satiro per difendere il Bambino Gesù; il satiro presenta notevoli danni perché nel '900 venne gettato nel fiume Lepre dalle donne del paese, perché incuteva in loro timore.
Nell'abside è presente un coro in legno intagliato di scuola sangiovannese (XVI sec.), sovrastato da una volta affrescata con un ciclo sullo Spirito Santo, oggi andato perduto a causa dell'umidità ma ricordato dalla presenza di una colomba bianca al centro della volta.
All'esterno, un pregevole portale in pietra serena, con motivi bellici. Sulla chiave di volta di tale arco il simbolo dei Domenicani, con la tipica stella e la spada, a simboleggiare la loro grande arma: la sapienza teologica. E sopra di esso uno splendido rosone romanico a dodici raggi (tanti quanti gli apostoli), in mezzo agli stemmi di chi fece erigere la badia: l'Universitas di Caccuri e la nobile casata degli Spinelli.

### Cappella della Congregazione del Santissimo Rosario

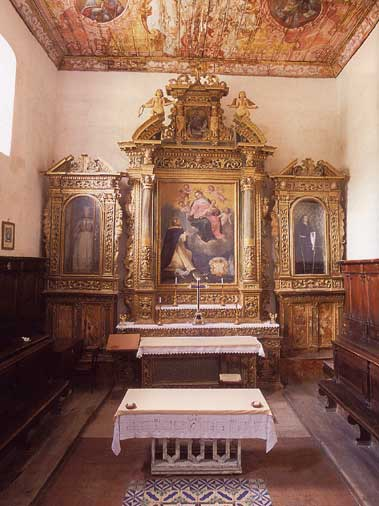
Caccuri, Cappella della Congregazione del Santissimo Rosario

All'interno del complesso monumentale di S. Maria del Soccorso, esternamente alla Chiesa, prima di quello che era un tempo l'ingresso al chiostro, si trova l'opera più importante del patrimonio artistico caccurese: la cappella della Congrega del S. Rosario, dove si concede l'indulgenza plenaria dal 1679; è ancora visibile la bolla papale di Innocenzo XI.
Mattonelle di cotto alternate a maioliche in pietra azulea del Settecento (provenienti dalla manifattureria napoletana giustiniana) compongono il pavimento della cappella, alla quale avevano accesso solo i frati della Congregazione e i mecenati della costruzione della cappella: i membri della famiglia Cavalcanti. A ricordare don Antonio Cavalcanti, duca di Caccuri, un'epigrafe in latino, sotto lo scranno corale dedicato al priore della congregazione; all'interno il teschio dell'uomo che tanta parte ebbe nell'allestimento del patrimonio artistico caccurese.
Sull'altare maggiore, un quadro della Vergine del Rosario spicca per la sua peculiarità: ai piedi della Madonna vi è San Domenico ma manca Santa Rosa, sostituita ancora una volta dall'araldo della famiglia Cavalcanti.
Ai lati, le due statue lignee della Madonna Addolorata e della Madonna della Pace.